# ديبورا هاي
ديبورا هاي (بالإنجليزية: Deborah Hay)‏ هي راقصة أمريكية، ولدت في 1941 في بروكلين في الولايات المتحدة.